# Shamshiadad I
Šamši-Adad I o Shamshi-Adad I fue rey de Asiria entre 1813 y 1781 a. C., fundador del Imperio Antiguo.

## Biografía
Se puede reconstruir en parte la biografía de Šamši-Adad gracias los escritos hallados en Mari, a la lista real asiria y a la crónica de los epónimos.
Su padre, el caudillo amorrita Ila-Kabkabi, controlaba un territorio situado entre los reinos de Mari y Ešnunna, acabó siendo expulsado por estos refugiándose en Babilonia. Según la crónica de los epónimos encontramos a su hermano mayor Aminum ( el mismo Aminum que aparece en la lista real asiria como antecesor dinástico de Šamši-Adad) luchando con Naram-Sin, rey de Ešnunna, probablemente con el apoyo de Babilonia.
Tras la muerte de Naram-Sin le suceden sus hijos repartiéndose el reino del padre. Asiria para Erishum II y Ešnunna para Dadusha. Mientras tanto Šamši-Adad se ha apoderado de la ciudad de Ekallatum, situada un poco más al norte de Aššur la cual utiliza como base para enfrentarse a los dos hermanos. Al cabo de poco arrebata el trono de Aššur a Erishum II y desplaza la frontera con Ešnunna al sur.

Šamši-Adad hijo de Ila-kabkabi, en el tiempo de Naram-Sin se marchó a Babilonia. En el eponimato de Ibni-Adad Šamši-Adad volvió de Babilonia, tomo Ekallatum y permaneció tres años en Ekallatum. En el eponimato de Atamar-Ishtar Šamši-Adad vino de Ekallatum, derrotó a Erishum hijo de Naram-Sin, subió al trono y reino durante 33 años. (fragmento de la lista real asiria)

Para legitimar la usurpación del trono de Aššur, incluye a sus antepasado en la secuencia dinástica de la lista real asiria.
Tras instalar a su hijo Ishme-Dagan como regente de Asiria, se instala en Shubat-Enlil (la actual Tell-leilan), en la zona alta del río Khabur desde donde puede controlar las comunicaciones entre Asiria y la Alta Mesopotamia.
Continúa su expansión con la conquista de Mari de la que expulsa a Yakhdum-Lim que debe huir al reino de Yamkhad. Desde allí realiza una marcha ceremonial al Mediterráneo para celebrar su victoria. Luego deja como regente a su hijo Yasmakh-Addu.
En el reinado de Šamši-Adad, Asiria es una zona secundaria de su reino. Šamši-Adad imita el modelo acadio de Sargón I y se declara "rey de Akkad" y traslada a asiria influencias babilónicas.
Los últimos años del reinado de Šamši-Adad están marcados por los ataques a su reino tanto desde el este como del oeste. En el oeste, el matrimonio de su hijo Iasmakh-Adad con la hija del rey de Qatna, rival de Yamkhad, provocó el inicio de hostilidades entre ambos reinos. Al este, el nuevo rey de Ešnunna, Ibal-pi-El, intenta expandirse a costa del reino de Šamši-Adad hasta que finalmente llegan a un acuerdo de paz y alianza. Šamši-Adad se volvió de nuevo contra Yamkhad pero sus esfuerzos terminaron en desastre. Al poco, sin que sepamos cómo, desapareció.
El imperio que había construido no sobrevivió a su desaparición. Su hijo Iasmakh-Adad perdió Mari a manos de Zimri-Lim, hijo de Yahdun-Lim, casado con la hija del rey de Yamkhad. Su hijo, Ishme-Dagan I, quedó confinado al territorio original de Asiria, el triángulo formado por los ríos Gran Zab y pequeño Zab. El resto del imperio finalmente se derrumbó durante el reinado de Ishme-Dagan I ante otro gobernante amorreo, Hammurabi de Babilonia.

El imperio asirio a la muerte de Shamshiadad I.